# Leonardo Giordani
Leonardo Giordani (* 27. Mai 1977 in Rom) ist ein ehemaliger italienischer Radrennfahrer.
Als U23-Fahrer gewann Giordani bei den UCI-Straßen-Weltmeisterschaften 1999 in Verona das Straßenrennen vor Luca Paolini und Matthias Kessler. 1999 gewann er auch die Trofeo Gianfranco Bianchin. Im folgenden Jahr wurde er dann Profi bei dem italienischen Radsport-Team Fassa Bortolo. Er verließ die Mannschaft nach zwei erfolglosen Jahren und ging zu Colpack-Astro. 2005 ging er zu dem Continental Team Universal Caffè. Später fuhr er bei Vini Fantini-Selle Italia. Ende der Saison 2013 beendete er seine Karriere.

## Palmarès
1998
- Piccolo Giro di Lombardia

1999
- Weltmeister – Straßenrennen (U23)

## Teams
- 2000 Fassa Bortolo
- 2001 Fassa Bortolo
- 2002 Colpack-Astro
- 2003 De Nardi-Colpack
- 2004 De Nardi
- 2005 Universal Caffè-Styloffice
- 2006 Naturino-Sapore di Mare
- 2007 Aurum Hotels
- 2008 Ceramica Flaminia
- 2009 Ceramica Flaminia-Bossini Docce
- 2010 Ceramica Flaminia
- 2011 Farnese Vini-M.Cipollini
- 2012 Vini Fantini-Selle Italia
- 2013 Vini Fantini-Selle Italia